# Movimento Salve Uganda
O Movimento Salve Uganda (em inglês:  Save Uganda Movement, abreviado SUM) foi um grupo militante de oposição de Uganda que lutou contra o governo do presidente Idi Amin de 1973 a 1979. Descrito como "especialistas em sabotagem" pelo jornalista John Darnton, tentou derrubar Amin travando uma campanha de guerrilha de ataques bombistas, raides e assassinatos. O movimento operou principalmente a partir do Quênia e da Tanzânia. Ao contrário de grande parte da oposição ugandense na época, o Movimento Salve Uganda não tinha uma ideologia firme e era descentralizado, consistindo em diferentes grupos com objetivos semelhantes. Cooperou com as forças leais ao ex-presidente Milton Obote durante a Guerra Uganda-Tanzânia (1978-1979) e posteriormente se juntou à Frente Nacional de Libertação de Uganda, que formou os governos pós-Amin do país.

## Ideologia
O Movimento Salve Uganda não tinha uma posição ideológica forte.  Seus membros foram descritos como ugandenses nacionalistas por Honey e pelo pesquisador A.B.K. Kasozi.  Catherine Thomas descreveu-o como "tanto anti-Obote quanto anti-Amin".  No final de fevereiro de 1979, lançou um manifesto que afirmava que seus objetivos eram "organizar, unir e mobilizar todos os ugandeses para a derrubada do regime fascista de Idi Amin com o intuito de restaurar um sistema democrático de governo, lei e ordem, e o estado de direito." Afirmava que uma vez que Amin fosse deposto, o movimento apoiaria o estabelecimento de um governo de transição até que um permanente pudesse ser eleito. O documento declarou ainda que o Movimento Salve Uganda não tinha base étnica ou denominacional e que o movimento não era um partido político.

## Obras citadas
- Avirgan, Tony; Honey, Martha (1983). War in Uganda: The Legacy of Idi Amin. Dar es Salaam: Tanzania Publishing House. ISBN 978-9976-1-0056-3
- Kasozi, A.B.K. (1994).  Nakanyike Musisi; James Mukooza Sejjengo, eds. Social Origins of Violence in Uganda, 1964–1985. Montreal; Quebec: McGill-Queen's University Press. ISBN 978-0-7735-1218-4. JSTOR j.ctt80drh
- Otunnu, Ogenga (2017). Crisis of Legitimacy and Political Violence in Uganda, 1979 to 2016. Chicago: Palgrave Macmillan. ISBN 978-3-319-33155-3
- Nyeko, Balam (Janeiro de 1997). «Exile Politics and Resistance to Dictatorship: The Ugandan Anti-Amin Organizations in Zambia, 1972–79». African Affairs. 96 (382): 95–108. doi:10.1093/oxfordjournals.afraf.a007823
- Nyhamar, Tore (2000). «How do norms work? A theoretical and empirical analysis of African international relations». International Journal of Peace Studies. 5 (2): 27–43. JSTOR 41852876
- Legum, Colin, ed. (1980). Africa Contemporary Record : Annual Survey and Documents : 1978–1979. XI. New York: Africana Publishing Company. ISBN 9780841901605
- Thomas, Catherine (1985). New States, Sovereignty, and Intervention. Hampshire: Gower. ISBN 9780566008313